# Bullatus
Bullatus (från medeltidslatin) är ett begrepp för att någon utnämnts genom en "bulla". Exempelvis doktorer, som då betecknades doctores bullati.
Danske psalmdiktaren Thomas Kingo utnämndes på detta sätt av kungen till teologie doktor 1682 och adlades året därpå.